# Augustínos Kapodístrias
 (décembre 2023).
Si vous disposez d'ouvrages ou d'articles de référence ou si vous connaissez des sites web de qualité traitant du thème abordé ici, merci de compléter l'article en donnant les références utiles à sa vérifiabilité et en les liant à la section « Notes et références ».
Augustínos Kapodístrias (en italien Agostino Capodistria ; grec moderne : Αυγουστίνος Καποδίστριας ; Corfou 1778-1857) est un homme d'État grec.

## Biographie
Augustínos Kapodístrias est issu d'une famille noble vénitienne inscrite au Libro d'Oro des îles Ioniennes et originaire de Capo d'Istria, en actuelle Slovénie.
Son père est le comte Antonio Maria Capodistria et sa mère appartient à une autre famille noble, les Gonemis. Il a quatre frères : Ioánnis, Viaro, Jean et Georges.
Il était le jeune frère de Ioánnis Kapodístrias, le premier gouverneur de la Grèce indépendante, qui accéda au pouvoir en janvier 1828 ; ce dernier le nomma à la tête de l'armée grecque de Grèce occidentale, malgré son absence de formation militaire.
Après l’assassinat de son frère le 9 octobre 1831, Augustínos exerce le pouvoir exécutif au sein d'une Commission gouvernementale avec Theódoros Kolokotrónis et Ioánnis Koléttis. Il en assure la présidence et on le considère donc comme le successeur de son frère comme gouverneur du pays. Durant ses six mois de gouvernement, le pays est marqué par l’instabilité politique et sombre dans l’anarchie.